# Gert Postel
 Denne artikel bør gennemlæses af en person med fagkendskab for at sikre den faglige korrekthed.

Gert Postel er en tysk falsk psykiater. Han var ansat som psykiater i to år, men han var ikke uddannet som læge.
Gert Postel var uddannet som postbud i Tyskland. Han var udstyret med falske dokumenter og blev ansat som stedfortrædende embedslæge i Flensborg i september 1982. Antallet af tvangsindlæggelser faldt med 86%. Landsretten godtkendte alle hans afgørelser og skøn. Da Postel glemte sin pung med både sin rigtige og sin falske legitimation, blev han afsløret i april 1983. Han fik betinget fængsel i et år.
Postel blev ansat som ledende overlæge på en retspsykiatrisk afdeling på Fachkrankenhaus für Psychiatrie Zschadraß i november 1995. Han fik 44.000 Mark for mindst 23 indenretlige syn og skøn. Hvert skøn blev godkendt af dommerne. En kvinde fra Flensborg blev ansat på ”Dr. Gert Postels” afdeling. Hendes forældre huskede Postels navn og afslørede ham i juli 1997. Postel kom i fængsel, men han måtte beholde de 44.000 Mark.